# Piwi-interacting RNA
Gli RNA Piwi-interacting (piRNA) rappresentano una classe di piccole molecole di RNA che è espressa nelle cellule animali e forma complessi proteina-RNA interagendo con le proteine Piwi.
Questi complessi di piRNA (piRCs) sono stati collegati al silenziamento trascrizionale dei retrotrasposoni e di altri elementi genetici nelle cellule della linea germinale, in particolare di quelle maschili.
La purificazione di questi complessi ha permesso di sapere che questi oligonucleotidi sono approssimativamente lunghi 29-30 nucleotidi.
Sono diversi dagli mRNA per via della loro lunghezza e sono associati a complessi proteici differenti.
Non è ancora chiaro come i piRNA siano prodotti, ma è certo che la loro biogenesi è diversa da quella sia dei miRNA che dei siRNA.

## Caratteristiche
I piRNAs sono stati identificati sia nei vertebrati che negli invertebrati, e anche se la biogenesi e la modalità di azione variano un po' tra le specie, una serie di caratteristiche sono conservate. I piRNAs non hanno chiari motivi di struttura secondaria, la loro lunghezza va, per definizione, dai 26 ai 31 nucleotidi, e la presenza di un 5' uridina è comune a piRNAs sia nei vertebrati che negli invertebrati. I piRNAs in Caenorhabditis elegans hanno un 5' monofosfato ed una modificazione al 3' che agisce per bloccare l'ossigeno al 2' o 3', e questo è stato anche osservato in Drosophila melanogaster, nel pesce zebra, nei topi e nei ratti. Questa modificazione al 3' è probabile sia una 2'-O-metilazione, ma la ragione di questa modificazione non è ancora nota. Si pensa che ci siano centinaia di migliaia di specie diverse di piRNA nei mammiferi. Fino ad ora, oltre 50.000 sequenze di piRNA sono state scoperte nei topi e più di 13.000 in D. melanogaster.

## Localizzazione
I piRNAs si trovano in gruppi in tutto il genoma, questi gruppi possono contenere da un minimo di dieci o fino a molte migliaia di piRNAs e possono variare di dimensioni (1–100 kb). Mentre il raggruppamento dei piRNAs è altamente conservato tra le specie, le sequenze non lo sono.
I piRNA di D. melanogaster e dei vertebrati sono stati localizzati in aree prive di qualsiasi gene che codifica per una proteina, mentre i piRNAs in C. elegans sono stati identificati tra i geni codificanti proteine.
Nei mammiferi, i piRNAs si trovano solo nei testicoli, con una stima di un milione di copie per cellula negli spermatociti e negli spermatidi [15]. Negli invertebrati, i piRNAs sono stati rilevati sia nella linea germinale maschile che femminile, ma non altri tipi cellulari.
A livello cellulare, i piRNAs sono stati evidenziati sia nel nucleo che nel citopolasma, suggerendo che i pathways dei piRNA può agire in entrambe queste aree e, quindi, può avere molteplici effetti.

## Funzioni
Come altri small RNA, si ritiene che i piRNAs siano coinvolti nel silenziamento genico, in particolare il silenziamento dei trasposoni. La maggior parte dei piRNAs sono antisenso alle sequenze di trasposoni, suggerendo che i trasposoni sono il bersaglio dei piRNA. Nei mammiferi sembra che l'attività di piRNAs nel silencing dei trasposoni è più importante durante lo sviluppo dell'embrione [17], sia in C. elegans che negli esseri umani, piRNAs sono necessari per la spermatogenesi.
Il silenziamento dell'RNA
Il piRNA ha un ruolo nel silenziamento dell'RNA attraverso la formazione di un complesso silenziatore indotto da RNA (RISC). Le proteine Piwi fanno parte della famiglia delle proteine chiamate argonaute, che sono attive nei testicoli dei mammiferi e sono alla base dello sviluppo negli invertebrati delle cellule germinali e staminali. Il piRNA è un segmento di RNA di lunghezza tipica di 26-31 nucleotidi, distinguendolo così dal microRNA (miRNAs) e dal short interfering RNAs (siRNAs) che è lungo 21-23 nucleotidi.
È stato scoperto che due proteine Piwi, MIWI e MILI, hanno una significativa importanza nella spermatogenesi nei topi.
Effetti epigenetici
I piRNAs possono essere trasmessi dalla madre, e sulla base di ricerche in D. melanogaster, i piRNAs possono essere coinvolti effetti epigenetici di derivazione materna. L'attività di specifici piRNAs nel processo epigenetico richiede anche le interazioni tra proteine e piwi HP1a, così come altri fattori.